# Ваља Равенска
Ваља Равенска (рум. Valea Ravensca) је насеље у општини Сикевица, округ Караш-Северен у Румунији. Налази се на надморској висини од 180 м.

## Становништво
Према подацима из 2002. године у насељу је живело 80 становника, од којих су сви румунске националности.